# 博堡
博堡（法語：Bourg-du-Bost，法語發音：[buʁ dy bo]）是法国多尔多涅省的一个市镇，属于佩里格区。

## 地理
博堡（45°16'16"N, 0°15'26"E）面积7.16 平方千米，位于法国新阿基坦大区多爾多涅省，该省份为法国西南部内陆省份，是法國本土面积第三大的省，大致对应佩里戈尔地区，北起顺时针与夏朗德省、上维埃纳省、科雷兹省、洛特省、洛特-加龙省、吉倫特省和滨海夏朗德省接壤。
与博堡接壤的市镇（或旧市镇、城区）包括：圣塞沃兰、阿勒芒、沙赛涅、孔布朗什和埃普吕什、小贝尔萨克、旺克桑。

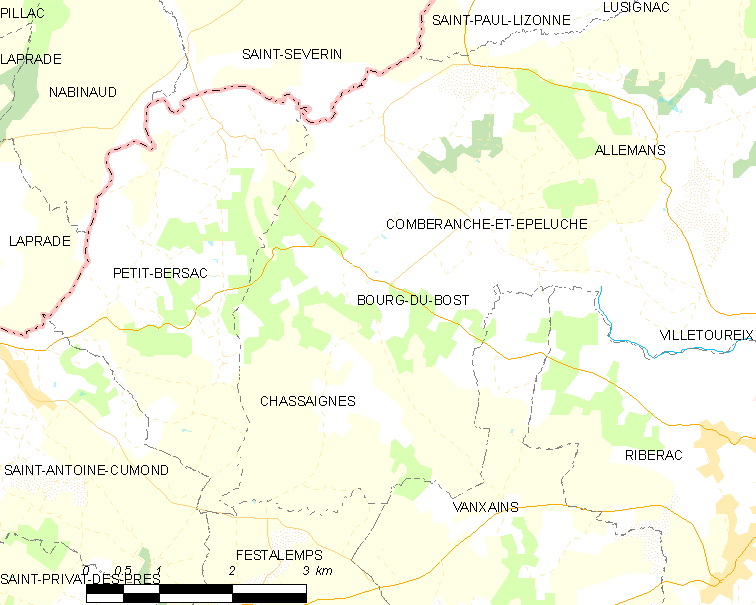
博堡的OSM定位图

博堡的时区为UTC+01:00、UTC+02:00（夏令时）。

## 行政
博堡的邮政编码为24600，INSEE市镇编码为24058。

## 政治
博堡所属的省级选区为里贝拉克县。

## 人口

1962-2008年间博堡人口变化图示

博堡于2022年1月1日时的人口数量为237人。